# Дросте-Хюльсхофф, Аннетте фон
Аннетте фон Дросте-Хюльсхофф (нем. Annette von Droste-Hülshoff; 10 января 1797, замок Хюльсхофф, около Мюнстера — 24 мая 1848, замок Мерсбург) — немецкая поэтесса, прозаик и композитор.

## Биография
Родилась в семье барона Клеменса-Августа фон Дросте цу Хюльсхоффа (1760—1826) и Терезы Луизы, урожденной баронессы фон Хакстхаузен (1772—1853), принадлежавших к католической вестфальской знати. Семья была консервативной, но весьма просвещённой: отец увлекался историей, ботаникой и орнитологией, мать хорошо разбиралась в литературе. Аннетта получила домашнее воспитание и образование, при этом в программу обучения входили семь иностранных языков (в том числе латинский и греческий), математика, история и естествознание. Кроме того, дядя Аннетты, будучи известным композитором, обучил её основам теории музыки и композиции.
В юности Аннетта проводила много времени в имении своей бабушки со стороны матери, где познакомилась с друзьями своего дяди Якобом и Вильгельмом Гриммами. Под их влиянием она начала собирать народные сказки, вошедшие во второе издание «Сказок братьев Гримм».
Из-за слабого здоровья и замкнутого характера Аннетта редко совершала длительные путешествия и подолгу жила в родовом замке. После смерти отца и женитьбы брата — нового барона Дросте цу Хюльсхоффа — вместе с матерью и сестрой перебралась из Хюльсхоффа во вдовье поместье матери Рюшхаус (на краю Мюнстера). В 1838 году издала дебютный сборник «Стихотворения» («Gedichte») (автор был обозначен инициалами), что было неблагосклонно встречено родными. Примерно в это же время пережила безответную любовь к сыну покойной подруги Левину Шюкингу (их отношения прервались после женитьбы последнего), позднее ставшему романистом и оставившему об Аннетт воспоминания. Совместно с Шюкингом принимала участие в книге очерков «Живописная и романтическая Вестфалия» («Das malerische und romantische Westphalen», издана в 1841 году).
С начала 1840-х годов часто гостила в Старом замке Мерсбург в семье сестры Дженни, вышедшей замуж за германиста и библиофила Йозефа фон Лассберга. В 1843 году Аннетта купила в Мерсбурге домик и окончательно перебралась в этот город. Там она и умерла в 1848 году от пневмонии.

## Литературное творчество
Литературное творчество Дросте-Хюльсхофф было мало замечено современниками, однако уже в конце XIX века получило высокую оценку — прежде всего критиков и литературоведов. В настоящее время считается одним из ведущих поэтов Германии.
По оценке литературоведа М. Л. Рудницкого, Дросте-Хюльсхофф «взорвала изжившую себя романтическую поэтику изнутри, сменив привычную уже сладкоголосую музыкальность на шероховатую подлинность живой речи, расплывчатую условность навеянных „настроениями“ картин — на безусловность точной детали и безошибочность пристального наблюдения, туманное и невнятное „томление“ — на определённость непосредственного и глубокого чувства».
Жанровая оценка творчества Дросте-Хюльсхофф достаточно противоречива: его относят как позднему романтизму, так и к раннему реализму (иногда к тому и другому вместе), однако большинство исследователей рассматривают его в рамках литературы «высокого» бидермайера. В целом Дросте-Хюльсхофф, ведя довольно замкнутую жизнь, далёкую от литературных кругов, была мало подвержена воздействию современных тенденций в литературе. Осознавая свою обособленность, в 1843 году она написала: «Неколебимее, чем когда бы то ни было, остается моя решимость никогда не работать на эффект, не следовать ни одной из излюбленных манер и никакому вождю, кроме вечно истинной природы, и полностью отвернуться от нашего напыщенного времени и обстоятельств».
Доминирующей темой произведений Дросте-Хюльсхофф была её «малая родина» Вестфалия: природа этого края, его история (в том числе старинные предания и легенды), жизнь населяющих его людей описаны в таких произведениях, как поэма «Битва в Лонской пади» («Die Schlacht im Loener Bruch») (включена в первый сборник стихотворений, изданный в 1838), поэтические циклы «Степные картины» («Heidebilder», 1841—1842), «Скала, лес и озеро» («Fels, Wald und See», 1835—1842), новелла «Бук иудея. Картина нравов горной Вестфалии» («Die Judenbuche. Ein Sittengemälde aus dem gebirgichten Westfalen», 1842), очерки «Картины Вестфалии» («Bilder aus Westfalien», 1845).
Одной из вершин немецкой религиозной поэзии считается поэтический цикл Дросте-Хюльсхофф «Церковный год» («Das geistliche Jahr», опубликован в 1851), над которым поэтесса работала с юности и до последних лет жизни. Этот цикл включает семьдесят два стихотворения — столько же воскресных дней и религиозных праздников в католическом календаре.
Одно из стихотворений Дросте («Das Hirtenfeuer») положено на музыку Робертом Шуманом. Сама Дросте-Хюльсхофф также сочинила несколько музыкальных произведений, в основном песен, из которых ни одно не было исполнено или издано при её жизни.

## Память
Портрет поэтессы не раз изображался на денежных знаках. В 1923 году (год 125-летия со дня рождения и 75-летия со дня смерти Дросте-Хюльсхофф) её изображение было помещено на медную монету достоинством 10000 марок, а в конце XX портрет поэтессы можно было увидеть на банкноте ФРГ достоинством 20 марок.
Кроме того, в честь Дросте-Хюльсхофф названы улицы в ряде городов Германии, многочисленные школы и гимназии, а также астероид (12240) Droste-Hülshoff (обнаружен в 1988 году Ф. Бёрнгеном). Существует несколько памятников поэтессе, один из которых, расположенный в парке замка Хюльсхофф, открыт ещё в 1896 году. И дом Рюшхаус в Мюнстере, и мерсбургский дом Аннетты превращены в музеи.
В 2021 году вдоль и прежде популярного велосипедного пути от дома Рюшхаус к замку Хюльсхоф сооружены многочисленные таблички о двадцати достопримечательностях, содержательно сконцентрированные вокруг жизни и творчества Аннетты. Маршрут теперь продвигается как „Lyrikweg“ — «поэтический путь». Таблички снабжены QR-кодами, предназначенными для подготовленного для Android и iOS приложения Lyrikweg. Приложение снабжено зачитанными текстами поэтессы, рассказами о её жизни и самой местности.

## Сочинения
- Ges. Schriften, von Levin Schücking, 3 Bde., 1879 и мн. др. (посл. изд., 2 тт., 1923).
- Sämtl. Briefe, 1909.

## Переводы на русский язык
- [Стихи]// Европейская поэзия XIX века. – М.: Художественная литература, 1977, с. 297–302.
- [Стихи] /Пер. И.Грицковой //Иностранная литература, 1977, № 6, с. 191–196.
- Возмездие/ Пер. И.Болычева// Строфы века — 2. Антология мировой поэзии в русских переводах XX века. – М.: Полифакт, 1998, с.1083-1084
- Дросте-Хюльсхоф А. фон. Баллады и поэмы / сост. и пер. с нем. А.Бакалова. – Самара, Изд-во СамГУПС, 2014. 192 с.[7]